# Racja pokarmowa
Racja pokarmowa – ilość produktów spośród dwunastu grup produktów żywieniowych, którą powinna spożyć w określonym czasie osoba lub grupa osób, aby pokryć jej zapotrzebowanie na energię i składniki odżywcze.

## Grupy produktów
1. Produkty zbożowe
2. Mleko i produkty mleczne
3. Jaja
4. Mięso i przetwory mięsne, ryby, drób
5. Masło i śmietana
6. Tłuszcze inne
7. Ziemniaki
8. Warzywa i owoce bogate w witaminę C
9. Warzywa i owoce bogate w betakaroten (prowitamina A)
10. Inne warzywa i owoce
11. Nasiona roślin strączkowych
12. Cukier i słodycze